# Josef Hárovník
Josef Hárovník (17. prosince 1904 – ) byl český meziválečný fotbalista, záložník.

## Fotbalová kariéra
V československé lize hrál v letech 1925-1926 za Nuselský SK. Nastoupil ve dvou ligových utkáních.

## Ligová bilance
| Ročník                        | Zápasy | Góly | Klub        |
| ----------------------------- | ------ | ---- | ----------- |
| Asociační liga 1925           | 1      | 0    | Nuselský SK |
| Středočeská 1. liga 1925/1926 | 1      | 0    | Nuselský SK |
| CELKEM                        | 2      | 0    |             |